# Golães
Golães est une subdivision (Freguesia) de la Cidade de Fafe au Portugal, située à environ 50 km de la deuxième ville portugaise, Porto. Sa population est de 2157 habitants (2001). La superficie de Golães est de 4,90 km².